# Aeroportul Jubail
Aeroportul Jubail (IATA: QJB, ICAO: OEJB) este un aeroport din Jubail⁠(d), Jubail governorate⁠(d), Ash Sharqiyah, Arabia Saudită ce deservește zona Jubail⁠(d). A fost numit după zona deservită.
Situat la o altitudine de 8 m, aeroportul dispune de o singură pistă. Este operat de Royal Saudi Navy⁠(d).